# Nicolas-Marie Daru
Nicolas-Marie Daru (* 21. Oktober 1988 in Lyon) ist ein französischer Leichtathlet, der im Mittelstrecken- und Hindernislauf an den Start geht.

## Sportliche Laufbahn und Leben
Erste internationale Erfahrungen sammelte Nicolas-Marie Daru, der erst mit über 30 zur Leichtathletik kam bei den Crosslauf-Weltmeisterschaften 2024 in Belgrad, bei denen er in 23:17 min den sechsten Platz in der Mixed-Staffel belegte. Anschließend gelangte er bei den Europameisterschaften in Rom mit 8:19,42 min auf den sechsten Platz über 3000 m Hindernis. Im August verpasste er bei den Olympischen Sommerspielen in Paris mit 8:20,52 min den Finaleinzug.
2024 wurde Daru französischer Meister im 3000-Meter-Hindernislauf.

## Persönliche Bestleistungen
- 1500 Meter: 3:39,22 min, 4. Mai 2024 in Décines-Charpieu
  - 1500 Meter (Halle): 3:43,95 min, 21. Januar 2024 in Luxemburg
- 3000 m Hindernis: 8:16,36 min, 18. Mai 2024 in Chorzów